# Nicola Perrelli

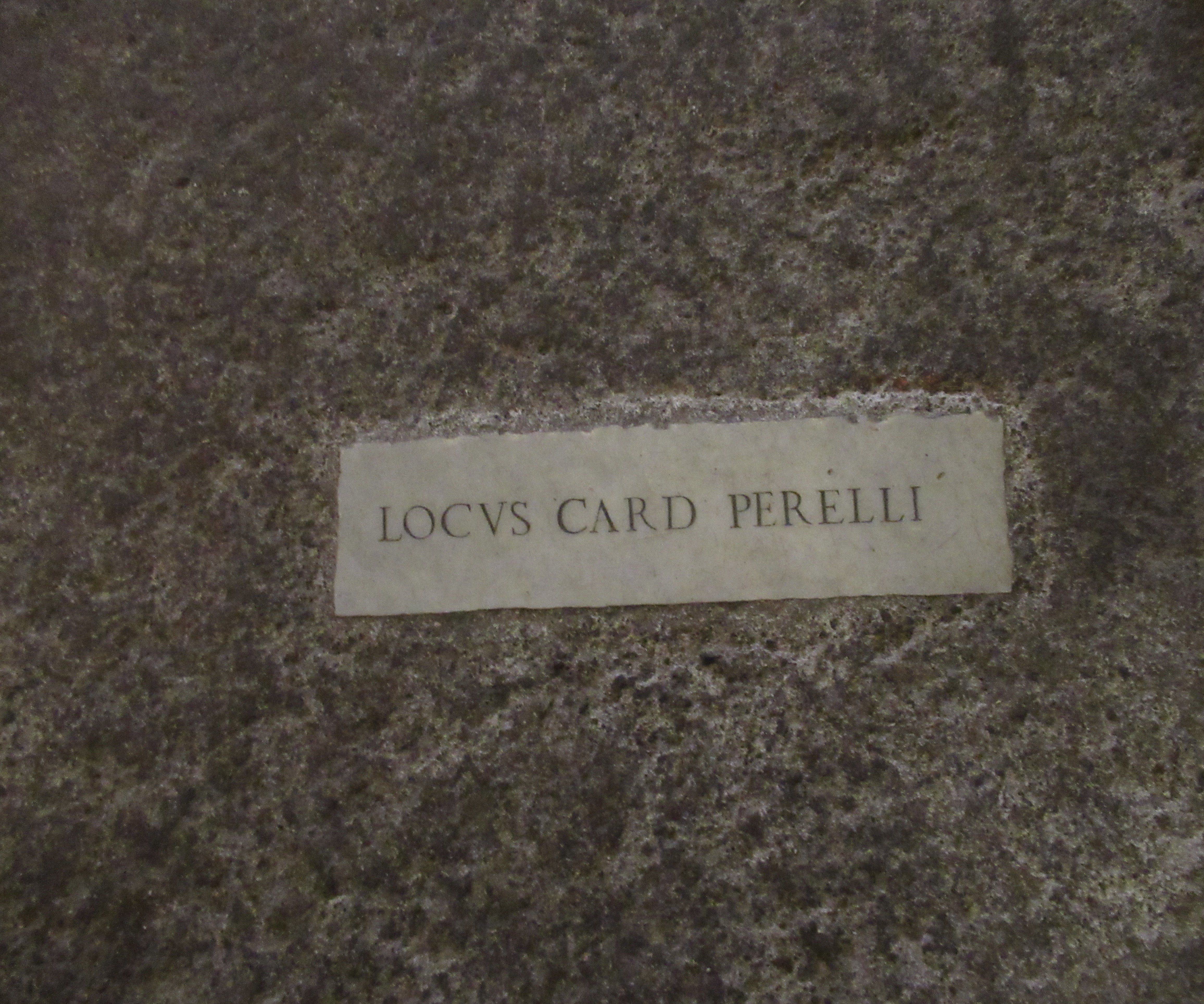
Una lapide a pavimento indica la sepoltura del cardinale Giuseppe Garampi, sotto la basilica dei Santi Giovanni e Paolo, oggi visitabile nelle Case romane del Celio.

Nicola Perrelli (Napoli, 22 ottobre 1696 – Roma, 24 febbraio 1772) è stato un cardinale italiano.

## Biografia
Figlio di Domenico e Angela Farina, Nicola Perrelli nacque a Napoli il 22 ottobre 1696. Compì i suoi studi dapprima al Collegio dei Nobili della sua città natale, e poi alla Pontificia Accademia dei Nobili Ecclesiastici di Roma nel 1718.
Nel 1722 divenne referendario del Supremo tribunale della Segnatura apostolica; dal 1722 al 1727 fu governatore della città di Rieti; nel maggio 1728 divenne presidente della Camera Apostolica e nel 1731 presidente delle Carceri. Governatore di Cesi e delle Terre Arnolfe nel 1735, fu nominato prefetto dell'Annona il 5 luglio 1747 (fino al dicembre 1753), commissario delle Armi (1752-1755) e tesoriere generale della Camera Apostolica dal 1753 al 1759.
Fu creato cardinale-diacono da papa Clemente XIII nel concistoro del 24 settembre 1759. Il 19 novembre 1759 ottenne il titolo cardinalizio di San Giorgio in Velabro.
Partecipò al conclave del 1769, che portò all'elezione di papa Clemente XIV.
Morì il 24 febbraio 1772 a Roma. I suoi resti riposano nella basilica dei Santi Giovanni e Paolo.